# Carmen & Babyface
Carmen & Babyface er en dansk film fra 1995, skrevet og instrueret af Jon Bang Carlsen.

## Medvirkende
- Sofie Gråbøl
- Ulla Henningsen
- Charlotte Sieling
- Waage Sandø
- Joen Bille
- Leif Sylvester Petersen
- Ove Sprogøe
- Morten Suurballe
- Hans Henrik Voetmann
- Jens Jørn Spottag
- Aksel Erhardsen
- Kai Løvring
- Rasmus Seebach

## Ekstern henvisning
- Carmen & Babyface på Internet Movie Database (engelsk)
- Carmen & Babyface på Filmdatabasen
- Carmen & Babyface på danskefilm.dk
- Carmen & Babyface på danskfilmogtv.dk
- Carmen & Babyface på Scope
- Carmen & Babyface på AllMovie (engelsk)
- Carmen & Babyface på Turner Classic Movies (engelsk)
- Carmen & Babyface på The Movie Database (engelsk)